# أينشتاين (وحدة)
أينشتاين وتعرف اختصارا بـ (E) هي وحدة قديمة ذات تعريفين متعارضين عرفت في الأصل بأنها طاقة مول واحد من الفوتونات (6.022×10²³ فوتون). ولأن تتناسب عكسياً مع الطول الموجي، فإن الوحدة تعتمد على التردد. هذه الوحدة ليست جزءاً من النظام الدولي للوحدات (SI) وهي زائدة عن الحاجة مع الجول. لو كانت لا تزال قيد الاستخدام، اعتباراً من مراجعة عام 2019 للنظام الدولي للوحدات، لكانت قيمتها مرتبطة بتردد الإشعاع الكهرومغناطيسي بواسطة:
1 einstein = 1 mol × NA h f = 1 mol × 6.02214076×1023 mol−1 × 6.62607015×10−34 J⋅s × f = 3.9903127128934321×10−10 J⋅s × f,
ثابت أفوجادرو هو NA، وثابت بلانك هو h، والتردد هو f.
بعد فترة، تم استخدام الوحدة بشكل مختلف في دراسات البناء الضوئي لتعني مول واحد من الفوتونات، بدلاً من الطاقة في مول واحد من الفوتونات. وعلى هذا النحو، غالبًا ما تم الإبلاغ عن الإشعاع النشط ضوئيًا (PAR) سابقًا بوحدات ميكرو آينشتاين في الثانية لكل متر (μE⋅m−²⋅s−¹). هذا الاستخدام ليس أيضًا جزءًا من النظام الدولي للوحدات وعند استخدامه بهذه الطريقة يكون زائدًا عن الحاجة مع المول.
نظرا لأن الوحدة ليس لها تعريف قياسي وليست جزءًا من نظام الوحدات الدولي، فقد تم اعتبارها قديمة منذ فترة طويلة.  يمكن نقل نفس المعلومات حول الإشعاع النشط ضوئيًا باستخدام اتفاقية النظام الدولي للوحدات من خلال ذكر شيء مثل "تدفق الفوتون 1500 μmol⋅m−²⋅s−¹".
تمت تسمية هذه الوحدة على اسم الفيزيائي ألبرت أينشتاين.